# Bryodema nigroptera
Bryodema nigroptera är en insektsart som beskrevs av Zheng, Z. och Gow 1981. Bryodema nigroptera ingår i släktet Bryodema och familjen gräshoppor. Inga underarter finns listade i Catalogue of Life.